# ズグロコクイナ
ズグロコクイナ（頭黒小水鶏、学名：Laterallus ruber）は、ツル目クイナ科に分類される鳥類の一種である。

## 分布
メキシコ南部からコスタリカにかけて分布する。

## 形態
体長14-15cm。頭部から頸にかけては暗い灰色、頸の側面から背中、肩羽にかけては明るい茶褐色である。胸、脇、下尾筒は赤茶色で、胸は白色である。虹彩は赤褐色、嘴は灰色がかった黒色で、脚はオリーブ色がかった緑色である。

## 生態
熱帯や亜熱帯の低地から標高1500m位までの湿地に生息する。夜間だけでなく日中に活動することも多い。
沼地の茂みの中に営巣し、1腹4-6個の卵を産む。